# Michel Bampély

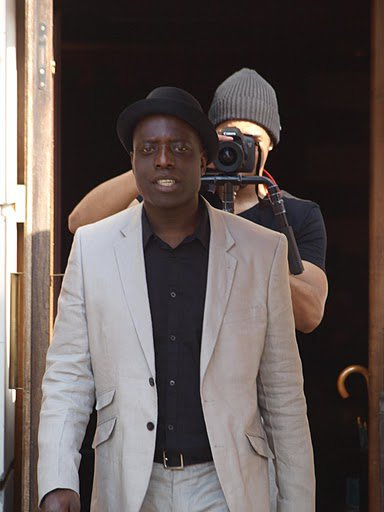
Michel Bampély (2011)

Michel Bampély (geboren als Michel Obouronanga am 8. Oktober 1974 in Kiew) ist ein französischer Künstler, Soziologe, Dichter, Produzent und Lehrer. Unter dem Künstlernamen Saint-Michel ist er seit 1999 aktiv und bewegt sich an der Schnittstelle von Wissenschaft, Musik und Spoken Word.

## Biografie

### Kindheit und Ausbildung
Michel Bampély stammt aus einer kongolesischen Familie und ist der Enkel von Michel Mongali, einem kongolesischen Politiker, der in den 1960er Jahren Jugend- und Sportminister war. Sein Onkel, Maxime Mongali, war ein Songwriter, der Einfluss auf die Kongolesische Rumba hatte.
Er wuchs in Paris auf, wo er die Hip-Hop-Kultur entdeckte, und studierte anschließend Literatur und Soziologie. Seine Promotion absolvierte er an der École des hautes études en sciences sociales (EHESS) unter der Leitung des Soziologen Jean-Louis Fabiani.

### Künstlerische Laufbahn
Unter dem Künstlernamen Saint-Michel gründete Bampély in den späten 1990er Jahren die Gruppe La Troupe. Im Jahr 2000 veröffentlichte die Gruppe das Album La fête des fous. 2011 folgte das Album Les Rillettes du Mans, das Slam-Poetry mit französischem Chanson verband – eine Hommage an seine Wahlheimat Le Mans.
Im Jahr 2023 erschien das Afro-Jazz-Projekt Grand Enfant (Afro-Jazz Vol.1), das von Universal Music Africa veröffentlicht wurde. Der Titel Mon pays thematisiert das Erbe von Sklaverei und Kolonialismus.

### Akademisches und gesellschaftliches Engagement
Neben seiner künstlerischen Tätigkeit unterrichtet Bampély Französische Literatur und leitet Schreibwerkstätten. Seine Forschung befasst sich mit urbanen Kulturen und Kulturindustrien. Er nahm an wissenschaftlichen Konferenzen teil und veröffentlichte Essays über Hip-Hop und Sozialtheorie.
Im Jahr 2024 unterzeichnete Bampély eine von über 4.000 Wissenschaftler:innen unterstützte Petition gegen die Gefahren, die die rechtsextreme Partei Rassemblement National für Forschung, Bildung und die Wissenschaftsfreiheit in Frankreich darstellt.

### Privatleben
Im Jahr 2022 heiratete Michel Bampély die Dichterin und interdisziplinäre Künstlerin Mademoiselle Éférie. Gemeinsam haben sie zwei Kinder. Das Paar arbeitet auch künstlerisch zusammen, unter anderem beim Lied Le Bal Blomet.

## Diskografie
- La fête des fous (2000)
- Les Rillettes du Mans (2011)
- Grand Enfant (Afro-Jazz Vol.1) (2023)
- Les Infinis (Soul Jazz Poetry)| Les Infinis (Soul Jazz Poetry) (2025)